# Kasindi
Kasindi je mesto v severovzhodni Demokratični republiki Kongo.

## Lokacija
Kasindi se nahaja približno 77 km jugovzhodno od mesta Beni, najbližjega večjega mesta. To je približno 283 km severno od glavnega mesta province Goma. Kasindi leži na mednarodni meji z Ugando, neposredno nasproti mesta Mpondwe, na razdalji približno 16 km.

## Pregled
Mejni prehod Mpondwe-Kasindi je prometna tranzitna točka za ljudi in tovor. Leta 2005 je bila najbolj obremenjena čezmejna točka za neformalno trgovino med Ugando in DR Kongo, saj je predstavljala 25 % izvoza in 10,6 odstotka ugandskega uvoza.
Leta 2012 so uporniki Mai Mai napadli mesti Kasindi in Lubiriha v DR Kongo, nakar je več sto beguncev zbežalo v Ugando.